# Бутоньєрка

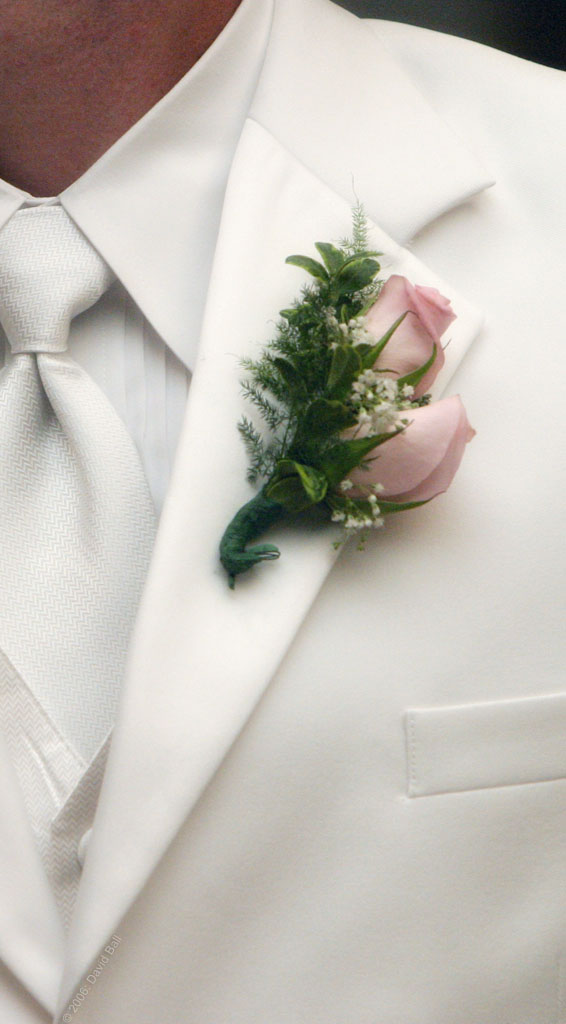
Бутоньєрка

Бутоньє́рка (фр. boutonnière — «петлиця») — одна або кілька квіток чи бутонів на петлиці, аксесуар чоловічого костюму.
Спочатку вона використовувалася для прозаїчних цілей — за допомогою неї комір застібався на ґудзик, який був на правому лацкані військових мундирів (наприклад, шинелі). Згодом ґудзик зник за непотрібністю, хоча на деяких дорогих піджаках цей атавізм ще можна побачити. Саму петлицю стали використовувати вже якраз для кріплення бутоньєрки. Згодом в петлю також стали вставляти значки та інші знаки розрізнення.
Зараз бутоньєрку носять досить рідкісні особи, що хочуть підкреслити свій стиль. В часи Французької революції червона гвоздика на петлиці дворян, що піднімалися на ешафот, символізувала їхню безстрашність. Починаючи з 40-х років XIX століття червону гвоздику почали носити представники робітничого руху на політичних демонстраціях, коли червоні прапори були під забороною.
На початку XIX століття бутоньєрка стала розпізнавальним знаком ведучих дозвільний спосіб життя денді. Без квітки в петлиці, наприклад, не з'являвся на публіці Оскар Уайльд. У наш час[коли?] бутоньєрка трапляється у святковому чоловічому костюмі (наприклад, на весільних торжествах, на танцювальних балах).